# Embrioid
Embrioid – kultura tkankowa rozwijająca się in vitro z pojedynczej komórki roślinnej (zarówno z diploidalnego sporofitu, jak i haploidalnego gametofitu). Ten sposób rozmnażania roślin jest szeroko stosowany w rolnictwie (m.in. ogrodnictwie i sadownictwie) oraz gospodarce leśnej.